# Saxaul
Saxaulul (Haloxylon) este un gen de arbuști sau copaci mici din familia Amaranthaceae. Numele saksaul ar fi fost împrumutat în secolul al XIX-lea din limbile turcice.

## Descriere
Speciile din genul Haloxylon sunt arbuști sau copaci mici de 1-8 m (uneori până la 12 m) înălțime, cu un trunchi gros și multe ramuri. Ramurile din anul curent sunt verzi, de la erecte pănâ la atârnate. Frunzele sunt reduse la solzi mici. Inflorescențele sunt mlădițe scurte pe lăstarii din anul precedent. Florile sunt foarte mici, la fel de lungi sau mai scurte ca bracteolele, bisexuale sau masculine. Cele două stigmate sunt foarte scurte. În fructe, segmentele periantului dezvoltă aripi largi. Fructul cu aripi este de aproximativ 8 m în diametru. Sămânța este vreo 1,5 mm în diametru.

## Areal și habitat
Genul Haloxylon este răspândit în Asia Centrală și de Sud-Vest, din Egipt până în Mongolia și China (Xinjiang și Gansu), unde crește în habitate nisipoase (psamofit).

## Taxonomie
Numele genului, Haloxylon, a fost publicat de Alexander Bunge (ex Eduard Fenzl) în 1851, cu specia tipică Haloxylon ammodendron.
Genul aparține subfamiliei Salsoloideae din familia Amaranthaceae, este format din doar două specii:
- Haloxylon ammodendron (CAMey.) Bunge ex Fenzl. (Sinonim: Haloxylon aphyllum[3]) – saxaul negru
- Haloxylon persicum Bunge ex Boiss. – saxaul alb

Cercetările filogenetice au arătat că mai multe specii incluse anterior în Haloxylon nu sunt înrudite cu acest gen. Ele sunt acum clasificate în genul Hammada, cu excepția fostului Haloxylon stocksii (sin. Haloxylon recurvum), care a fost mutat în genul Salsola.

## Ecologie
În deșerturile Asiei Centrale un număr mare de păsări sunt asociate cu saxaulul, inclusiv vrabia de saxaul.

## Utilizări
Pe fostul fund al Mării Aral arbori de saxaul sunt plantați pentru a împiedica vântul să ridice nisipul contaminat de pe fundul mării secate și să-l răspândească în atmosferă. Planul este de a acoperi fostul fund în întregime cu o pădure.